# General Fotheringham
General Fotheringham é uma comuna da província de Córdoba, na Argentina.